# Thesium hockii
Thesium hockii är en sandelträdsväxtart som beskrevs av Robyns & Lawalree. Thesium hockii ingår i släktet spindelörter, och familjen sandelträdsväxter. Inga underarter finns listade i Catalogue of Life.